# Стависька (Мазовецьке воєводство)
Стависька (пол. Stawiska) — село в Польщі, у гміні Ґрембкув Венґровського повіту Мазовецького воєводства.
Населення — 264 особи (2011).
У 1975-1998 роках село належало до Седлецького воєводства.

## Демографія
Демографічна структура станом на 31 березня 2011 року:
|          | Загалом | Допрацездатний вік | Працездатний вік | Постпрацездатний вік |
| -------- | ------- | ------------------ | ---------------- | -------------------- |
| Чоловіки | 141     | 38                 | 91               | 12                   |
| Жінки    | 123     | 30                 | 66               | 27                   |
| Разом    | 264     | 68                 | 157              | 39                   |